# Sonnenfinsternis vom 9. März 2016
Die totale Sonnenfinsternis vom 9. März 2016 war im Wesentlichen über dem Pazifischen Ozean sichtbar. Die Totalität konnte in Indonesien und Mikronesien beobachtet werden, in ihrer partiellen Phase war die Finsternis in China, Indien, Südostasien, Nordaustralien und Alaska zu sehen.

## Verlauf
Der Kernschatten erreichte die Erde erstmals im Indischen Ozean. Die Totalität betrug bereits fast zwei Minuten, als der Schattenpfad erstmals das Festland auf den Indonesien vorgelagerten Inseln Pagai Utara (Nordpagai) und Pagai Selatan (Südpagai) erreichte. Im Anschluss daran überquerte der Schattenpfad den Süden Sumatras, wobei in Palembang eine Totalität von genau zwei Minuten zu beobachten war. Dann überstrich der Kernschatten die Javasee und auch die Insel Belitung und erreichte die indonesischen Inseln Borneo und Sulawesi. Halmahera war die letzte Insel des Indonesischen Archipel, die vom Kernschatten überstrichen wurde, bevor der Finsternispfad nordostwärts den Pazifik überquerte. Auf Halmahera dauerte die Totalität bereits mehr als drei Minuten.
Der Finsternispfad zog 1000 Kilometer nördlich an Hawaii vorbei, wobei von dort eine Bedeckung von 62 Prozent zu sehen war, die untergehende Sonne stand dabei noch 12 Grad über dem Horizont.

## Bedeutende Orte im Bereich der Finsternis
Die folgende Tabelle enthält die Kontaktzeiten für Ausgewählte Orte, wo die Sonnenfinsternis gesehen werden kann.
| Ort                              | Beginn der partiellen Finsternis | Beginn Totalität | Ende Totalität | Ende der partiellen Finsternis | Zeitzone |
| -------------------------------- | -------------------------------- | ---------------- | -------------- | ------------------------------ | -------- |
| Palembang, Indonesien            | 06:20:29                         | 07:20:48         | 07:22:41       | 08:31:27                       | UTC+7h   |
| Jakarta, Java, Indonesien        | 06:19:51                         | nur partiell     | nur partiell   | 08:43:41                       | UTC+7h   |
| Palu, Sulawesi, Indonesien       | 07:27:51                         | 08:37:47         | 08:39:52       | 10:00:34                       | UTC+8h   |
| Pulau Ternate, Indonesien        | 08:36:03                         | 09:51:40         | 09:54:19       | 11:20:50                       | UTC+9h   |
| Kuala Lumpur, Malaysia           | 07:24:22                         | nur partiell     | nur partiell   | 09:31:00                       | UTC+8h   |
| Singapur                         | 07:23:01                         | nur partiell     | nur partiell   | 09:32:54                       | UTC+8h   |
| Manila, Philippinen              | 07:51:14                         | nur partiell     | nur partiell   | 10:14:20                       | UTC+8h   |
| Bangkok, Thailand                | 06:39:03                         | nur partiell     | nur partiell   | 08:32:39                       | UTC+7h   |
| Darwin, Australien               | 09:07:29                         | nur partiell     | nur partiell   | 11:35:00                       | UTC+9.5h |
| Yap Island, Mikronesien, 9. März | 10:02:49                         | nur partiell     | nur partiell   | 13:01:48                       | UTC+10h  |
| Hawaii, USA, 8. März             | 16:36:52                         | nur partiell     | nur partiell   | 18:30:06                       | UTC-10h  |

## Wetteraussichten
Da Sumatra und Borneo tropisches Klima aufweisen, bestand dort im März nur eine Wahrscheinlichkeit von zehn Prozent, dass die Finsternis beobachtbar sein würde. Nur wenig besser waren die Aussichten in Sulawesi.

## Beobachtungen
Auf Sumatra vereitelte die Bewölkung die Beobachtung der Totalität. In Palembang wurde zusätzlich die Sicht durch dichte Rauchwolken aus einer Fabrik getrübt.  Auf den anderen Inseln konnte die Totalität dagegen beobachtet werden. So etwa in Sigi Biromaru und Luwuk in der Provinz Zentralsulawesi sowie auf der Insel Ternate. Auch die partielle Sichtbarkeit war teilweise beeinträchtigt, so gingen Hawaii, Tokio und Hongkong leer aus, während weite Teile Asiens von Myanmar über Thailand, Java bis ins Australische Darwin gute Sicht hatten.

## Impressionen

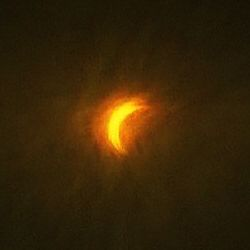
Partielle Verfinsterung der Sonne in Singapur
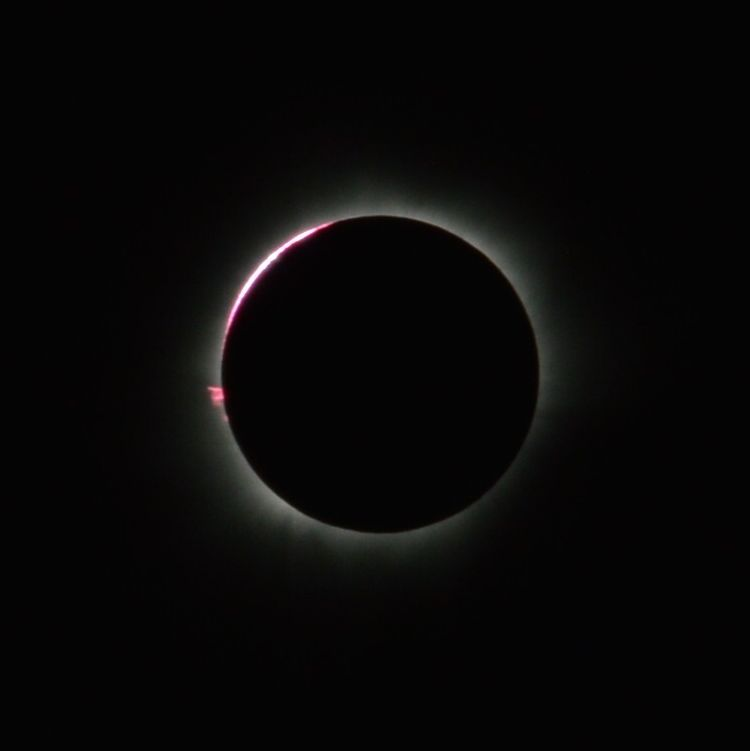
Total verfinsterte Sonne in Balikpapan, Indonesien
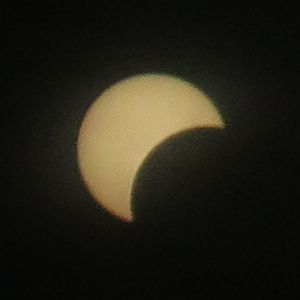
Partielle Verfinsterung der Sonne in Nonthaburi, Thailand
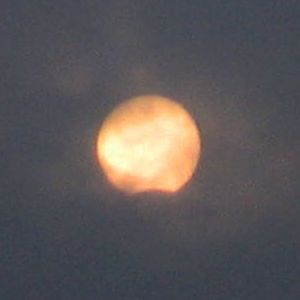
Partielle Verfinsterung der Sonne in Hefei, China
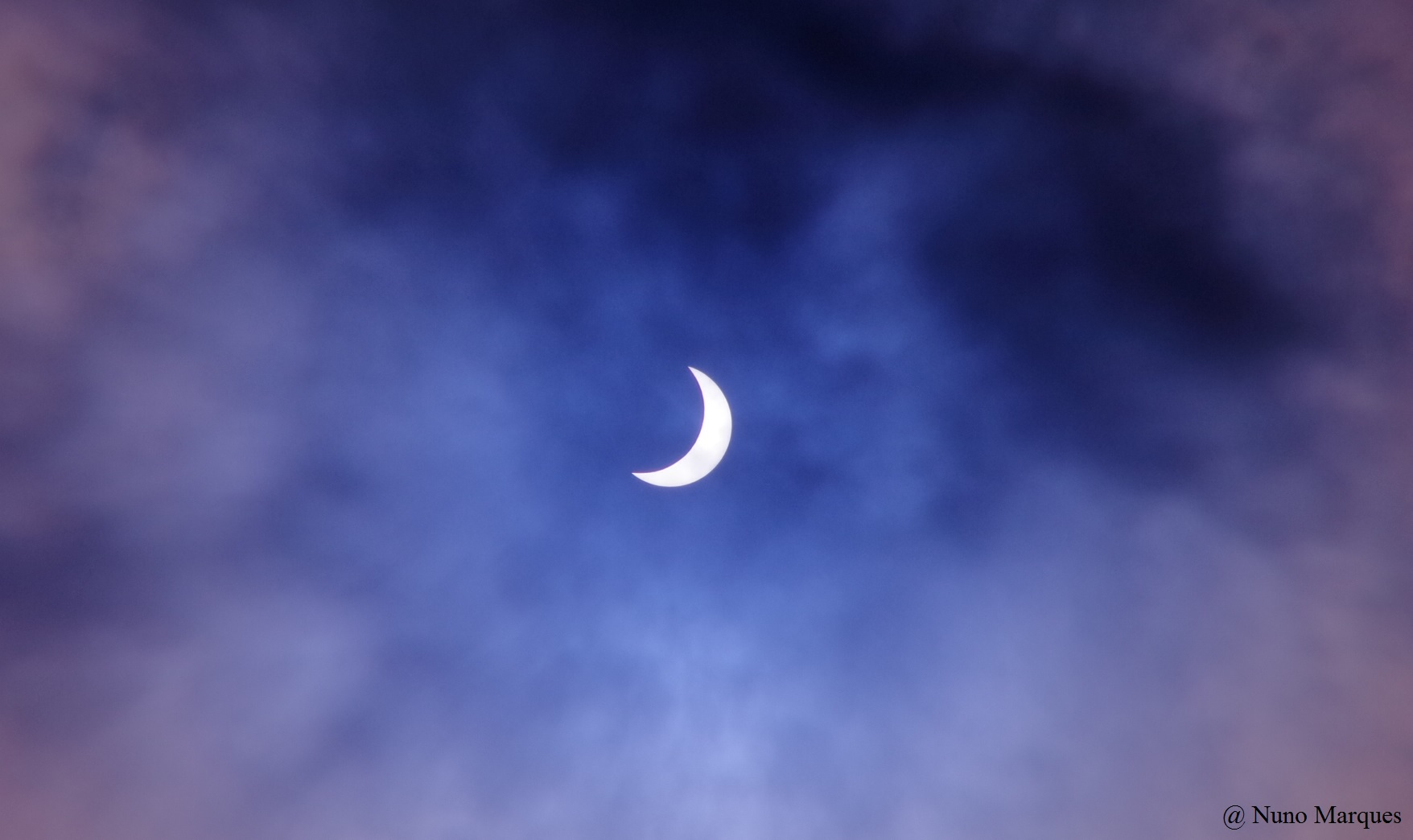
Partielle Verfinsterung der Sonne in Osttimor